# Prefectura apostòlica del Sàhara Occidental
La prefectura apostòlica del Sahara Occidental (llatí: Praefectura Apostolica de Sahara Occidentali) és una jurisdicció de l'església catòlica immediatament subjecta a la Santa Seu. En 2013 tenia 260 batejats sobre una població de 930.000 habitants. El bisbe a càrrec d'aquesta prefectura és Mario León Dorado. És inclosa dins la Conferència Episcopal Regional del Nord d'Àfrica.

## Territori
La prefectura abasta tot el territori del Sàhara Occidental. Està subdividit en dues parròquies: Al-Aaiun i Villa Cisneros.

## Història
La prefectura apostòlica del Sàhara Espanyol i d'Ifni va ser erigida el 5 de juliol de 1954 mitjançant la butlla Summi Dei voluntate del papa Pius XII, abastant territoris que havien pertangut fins llavors als vicariats apostòlics del Marroc (avui arquebisbat de Tànger) i Ghardaïa (actualment bisbat de Laghouat, a Algèria). La primera seu de la prefectura va estar a Sidi Ifni. En 1959, la seu es va traslladar a Al-Aaiun.
Després de la cessió d'Ifni al Marroc en 1969 la prefectura canvia de nom per denominar-se prefectura del Sàhara Espanyol el 2 de maig de 1970. Durant aquesta època es dona la major presència del catolicisme al Sàhara Occidental, en virtut de la gran quantitat d'espanyols que s'assenten al territori. En 1969, última data en la qual es disposa de dades abans de l'abandó del territori per Espanya, hi havia 22.512 catòlics (un terç de la població del territori) i cinc parròquies.
L'abandó del Sàhara Occidental per part d'Espanya després de la signatura dels acords de Madrid va suposar un canvi dràstic en la vida de la prefectura. En 1978 amb prou feines quedaven uns tres-cents catòlics, amb dues parròquies. Aquestes xifres s'han anat reduint encara més per trobar-se en l'actualitat en xifres testimonials (En 2006, 30 catòlics residents, mes uns 120 membres de la MINURSO). Els sacerdots catòlics de la prefectura (dos) pertanyen als Missioners Oblats de Maria Immaculada i es troben de forma permanent a Al-Aaiun, desplaçant-se a Villa Cisneros una vegada al mes, per a l'atenció de la parròquia que s'hi troba.
El 2 de maig de 1976 assumí el nom actual.

## Prefectes apostòlics
- Félix Erviti Barcelona, O.M.I. † (19 de juliol de 1954 - 6 de juliol de 1994)
- Acacio Valbuena Rodríguez, O.M.I. † (10 de juliol de 1994 - 25 de febrer de 2009)
- Mario León Dorado, O.M.I. (24 de juny de 2013 - present).

## Estadístiques
A finals del 2013, la diòcesi tenia 260 batejats sobre una població de 930.000 persones, equivalent al 0,001% del total.
| Any  | Població | Població | Població | Sacerdots | Sacerdots       | Sacerdots       | Sacerdots             | Diaques | Religiosos | Religiosos | Parròquies |
| ---- | -------- | -------- | -------- | --------- | --------------- | --------------- | --------------------- | ------- | ---------- | ---------- | ---------- |
| Any  | batejats | total    | %        | total     | clergat secular | clergat regular | batejats por sacerdot | Diaques | homes      | dones      |            |
| 1969 | 22.512   | 70.000   | 32,2     | 11        |                 | 11              | 2.046                 |         | 13         | 31         | 5          |
| 1978 | 365      | 151.000  | 0,2      | 3         |                 | 3               | 121                   |         | 3          |            | 2          |
| 1990 | 75       | 200.000  | 0,0      | 5         |                 | 5               | 15                    |         | 5          |            | 2          |
| 1999 | 160      | 350.260  | 0,0      | 3         |                 | 3               | 53                    |         | 3          |            | 2          |
| 2000 | 150      | 350.250  | 0,0      | 2         |                 | 2               | 75                    |         | 2          |            | 2          |
| 2001 | 150      | 350.000  | 0,0      | 3         |                 | 3               | 50                    |         | 3          |            | 2          |
| 2002 | 100      | 400.000  | 0,0      | 3         |                 | 3               | 33                    |         | 3          |            | 2          |
| 2003 | 120      | 400.000  | 0,0      | 3         |                 | 3               | 40                    |         | 3          |            | 2          |
| 2004 | 110      | 400.000  | 0,0      | 3         |                 | 3               | 36                    |         | 3          |            | 2          |
| 2007 | 80       | 400.150  | 0,0      | 3         |                 | 3               | 26                    |         | 3          |            | 2          |
| 2010 | 120      | 800.265  | 0,0      | 3         |                 | 3               | 40                    |         | 3          |            | 2          |
| 2014 | 260      | 930.000  | 0,0      | 2         |                 | 2               | 130                   |         | 2          |            | 2          |